# FC Sète 34
FC Sète 34 este un club de fotbal profesionist din orașul Sète, în regiunea Languedoc-Roussillon, situată în Sudul Franței. Echipa joacă în prezent în campionatul Championnat National, al treilea nivel al ligii franceze de fotbal, și își dispută meciurile de acasă pe Stade Louis Michel din același oraș.

## Istoria clubului
Clubul a fost fondat în 1901 ca Olympique de Cette, de Jean Dugrip și Jean-Louis Julien. Din cauza războiului din 1914, Olympic de Cette își încetează activitățile. El este înlocuit de FC de Cette. Clubul a fost campion al ligii de Sud-Est timp de șapte ani consecutiv, de la începutul competiției în 1920 până în 1926. În 1928, numele orașului s-a schimbat din Cette în Sète, iar clubul de fotbal a fost redenumit FC Sète. 
Primul campionat profesionist al Franței a fost lansat în 1932, cu participarea a douăzeci de cluburi, dintre care nouă doar din liga de Sud-Est. FC Sète s-a alăturat în mod logic elitei profesioniste și nu a pierdut timpul să confirme că are una dintre cele mai bune echipe din țară. După un prim sezon în care au terminat pe locul patru în grupa lor, héraultenii au făcut o performanță grozavă în anul următor, înscriind prima dublă din istoria fotbalului francez. Deja câștigători de cupă în 1930, Sétois repetă patru ani mai târziu, performanța de a câștiga Cupa Franței în 1934 pentru a doua oară în istoria clubului.
Clubul mai are în palmares alte patru finale și trei semifinale. Ultimul trofeu major cucerit din istoria lui Sète, rămâne campionatul francez din sezonul 1938-1939, campionat ce l-a câștigat la două puncte distanță față de Olympique de Marseille.

## Palmares
| Campionatele Naționale | Cupele Naționale |
| - Campionatul Franței (2) : - Campioni : 1934, 1939. - Locul 3 : 1938. - Liga a III-a - National 1 (1) : - Campioni : 1983. - Locul 2 : 1993. - Liga a IV-a - National 2 (2) : - Campioni : 2001, 2020. - Liga a V-a - National 3 (1) : - Campioni : 2014. - Locul 3 : 2013. | - Cupa Franței (2) : - Câștigători : 1930, 1934. - Finalistă : 1923, 1924, 1929, 1942. - Semifinale : 1925, 1933, 1939. |

## Cupa
| 1923 | Sète 34 | 2 - 4 | Red Star    |
| 1924 | Sète 34 | 2 - 3 | Marseille   |
| 1929 | Sète 34 | 0 - 2 | Montpellier |
| 1930 | Sète 34 | 3 - 1 | RC Paris    |
| 1934 | Sète 34 | 2 - 1 | Marseille   |
| 1942 | Sète 34 | 0 - 2 | Red Star    |

| 1923 | Sète 34 | 1 - 0 | Rouen        |
| 1924 | Sète 34 | 2 - 0 | Le Havre     |
| 1925 | Sète 34 | 0 - 1 | CASG Paris   |
| 1929 | Sète 34 | 2 - 1 | Dunkerque    |
| 1930 | Sète 34 | 3 - 0 | Marseille    |
| 1933 | Sète 34 | 1 - 2 | Excelsior AC |
| 1934 | Sète 34 | 1 - 0 | Lillois      |
| 1939 | Sète 34 | 0 - 1 | Lillois      |
| 1942 | Sète 34 | 3 - 0 | Toulouse FC  |